# Vittia bartlettii
Vittia bartlettii là một loài Rêu trong họ Amblystegiaceae. Loài này được (H.A. Crum & Steere) Hedenas & J. Muñoz mô tả khoa học đầu tiên năm 2003.